# 중앙검역의료지원센터
중앙검역의료지원센터는 인천국제공항의 내·외국인 입국자의 전염병 감염환자를 격리해 치료하는 응급병실을 갖추고 있는 대한민국 보건복지부 질병관리청 국립인천공항검역소 소속의 국가격리시설이다. 인천광역시 중구 운서동 국제업무단지 인근에 위치하고 있다. 지상 4층에 연면적 3,873m2인 센터는 21개 개별 관찰실과 100명을 수용할 수 있는 가변 관찰실, 검사실, 의료 지원실 등을 갖추고 있다. 국가격리시설이라는 목적에 맞도록 감염병 유행시는 중앙대책지휘본부와 격리 및 관찰시설, 비상물품 보관 및 지원인력 숙소로 활용하며 평상시에는 검역 지원을 위한 행정사무실, 검사실, 검역관 역량 강화를 위한 교육시설 등으로 활용된다.